# Потіївка (Білоцерківський район)
Поті́ївка — село в Маловільшанській сільській громаді Білоцерківського району Київської області, до 2020 року центр сільської ради. Лежить над річками Поть та Насташка.
Населення — понад 850 жителів.

## Історія
Село Потіївка розташоване на узгір'ї при злитті двох річок Насташки і Поть. Звідси і назва села. За іншою версією, за кілька кілометрів від сучасного села в часи Київської Русі знаходився град Китайгород (теперішнє с. Насташка). Коли в середині ХІІІ ст. монголо-татарська орда зруйнувала чимало поселень, деякі жителі заховалися у Чорному лісі. Одним з уцілілих був Іван Потій з родиною. Там він утворив хутір, що отримав назву на його честь.
На території Потіївки є історичні памятки - два кургани. Також тут є урочища : Білогірка, Ступка, Бовсунове озеро,  Совині долини, Купинки та інші.
Через село проходив шлях, яким чумаки їздили по сіль. З північної сторони він перекривався воротами, тому і до сьогодні ця місцевість назву "Коворот". Це слово має декілька варіантів походження назви. Перша легенда свідчить, що за часів хутора на цьому місці стояла варта, яка попереджала населення про наближення кочівників. За іншою версією коворот побудував К. Браніцький. Там розміщувалася сторожа польського військового гарнізону.

## Населення
Потіївка заснована ротмістром ланд-міліції Білоцерківського староства Андрієм Компаном 1745 р. за дозволом («правом»), наданим білоцерківським старостою Станіславом-Вінцентієм Яблоновським. Дозвіл фіксує заснування села на урочищі Потіївка, назва якого, можливо, пов'язана з місцевим родом Потіїв (згадуються 1652 р.). На підставі цього документу Компан запросив до нового села 80 шляхтичів, які за оренду садиб з угіддями мали нести військову службу на власних конях. Компан також осадив у Потіївці селян.
В 1774 р. привілей від короля Станіслава ІІ Августа на спадкове володіння Білоцерківським староством отримав великий коронний гетьман Францишек-Ксаверій Браницький. Він вступив у володіння цим величезним маєтком (зокрема, й Потіївкою) наприкінці 1778 р. Нащадки Браницького володіли цим селом до 1918 р.
Метричні книги, клірові відомості, сповідні розписи церкви Покрова Пресвятої Богородиці с. Потіївка Єзерянської волості Васильківського пов. Київської губ. зберігаються в ЦДІАК України. http://cdiak.archives.gov.ua/baza_geog_pok/church/poti_002.xml

### Мова
Розподіл населення за рідною мовою за даними перепису 2001 року:
| Мова       | Кількість | Відсоток |
| ---------- | --------- | -------- |
| українська | 835       | 97.89%   |
| російська  | 18        | 2.11%    |
| Усього     | 225       | 100%     |

## Роди
Прізвища місцевої шляхти: Ахлер (Ахлєр), Багінський, Барановський, Барщевський, Бачинський, Безкошевський, Бжеський (Бжиський), Біляський (Білявський), Блендовський (Блиндовський), Брезецький, Брецький, Бушенський, Вашковський, Венцковський, Вертелецький (Вертелевський), Винарецький, Висоцький, Волотовський, Вольський, Волянецький, Гілчевський, Глинський, Горань, Грабовський, Граскевич, Гретзовський, Гриновецький, Грінковський, Грінчевський, Ґораз, Дабіжа, Донець, Дзядевич (Дзядович), Дубіневич (Дубеневич), Загорський, Залузький, Зековецький, Зенкевич, Іванецький, Капленський, Кияшко, Ковальський, Козмінський, Компан, Конофецький (Конофицький), Корбут герба Корчак, Кореневський (Кореньовський), Корзун, Косменський, Крульовський, Кульковський, Ласіцький, Лемешинський (Лемишинський), Ліпчевський, Ломинський (Ломенський), Лубковський, Лукомський, Малиновський, Меляновський, Миколаєвський (Ніколаєвський), Мінорецький, Могорит, Моковський, Мокрицький, Мошковський (Моршковський), Нагаєвський, Нагуєвський, Ножинський, (Ноженський), Ободзінський, Овсяницький (Овсянецький), Олеярський, Ольшевський (Олішевський), Ореєвський, Осовський, Пашинський (Пашенський), Пількевич (Пелькевич), Пишкань, Пошковський, Путарецький, Растовецький (Ростовецький), Рачинський (Раченський), Рокосовський (Рокоссовський), Рудковський, Савлович (Совлович), Саражинський, Селецький (Сілецький), Скопенський (Скопінський), Соботович, Сонкевич, Стенжицький (Стенжецький), Сташевський, Студзінський, Сумовський (Шумовський), Суський, Токарський, Уляницький (Ульяницький), Філецький, Філіцин, Чайковський, Чарнецький (Чернецький), Черенанський (Черепанський?), Чернишенко, Шишковський, Юревич, Ягодзінський (Ягоденський), Якубовський.